# Sachsen-Franken-Magistrale

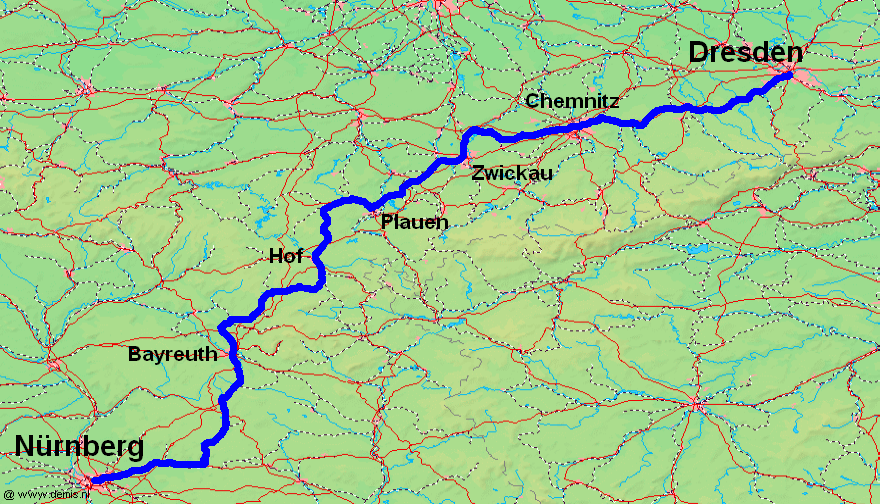
Streckenverlauf (ohne Abzweige nach Leipzig und Marktredwitz)

Sachsen-Franken-Magistrale ist eine neuere Bezeichnung für die größtenteils zweigleisige Eisenbahnachse von Dresden nach Nürnberg. Die Verbindung ist 390 Kilometer lang und derzeit von Dresden bis Hof elektrifiziert. Der Begriff wurde in der verkehrspolitischen Diskussion seit den 1990er Jahren geprägt. Damals verkehrten direkte Züge von Dresden Hbf und Görlitz bis Karlsruhe und Oberstdorf als Interregio der Linie 25. Bezüglich der dazugehörigen Bahnstrecken hat er keine Tradition. Seit Einstellung des zuletzt teilweise eigenwirtschaftlich im Regionalverkehr angebotenen Franken-Sachsen-Express (siehe unten) im Dezember 2014 gibt es keine durchgehende Zugverbindung auf der gesamten Linie mehr.
Nach einer anderen Definition werden mit Sachsen-Franken-Magistrale die Bahnstrecken von Hof nach Dresden sowie zwischen Hof und Leipzig umschrieben.
Mehrere Ober- und Mittelzentren, darunter Bayreuth und Chemnitz, die das Sächsisch-Bayerische Städtenetz bilden, treiben in diesem Rahmen den Infrastrukturausbau politisch voran.

## Verlauf

Göltzschtalbrücke

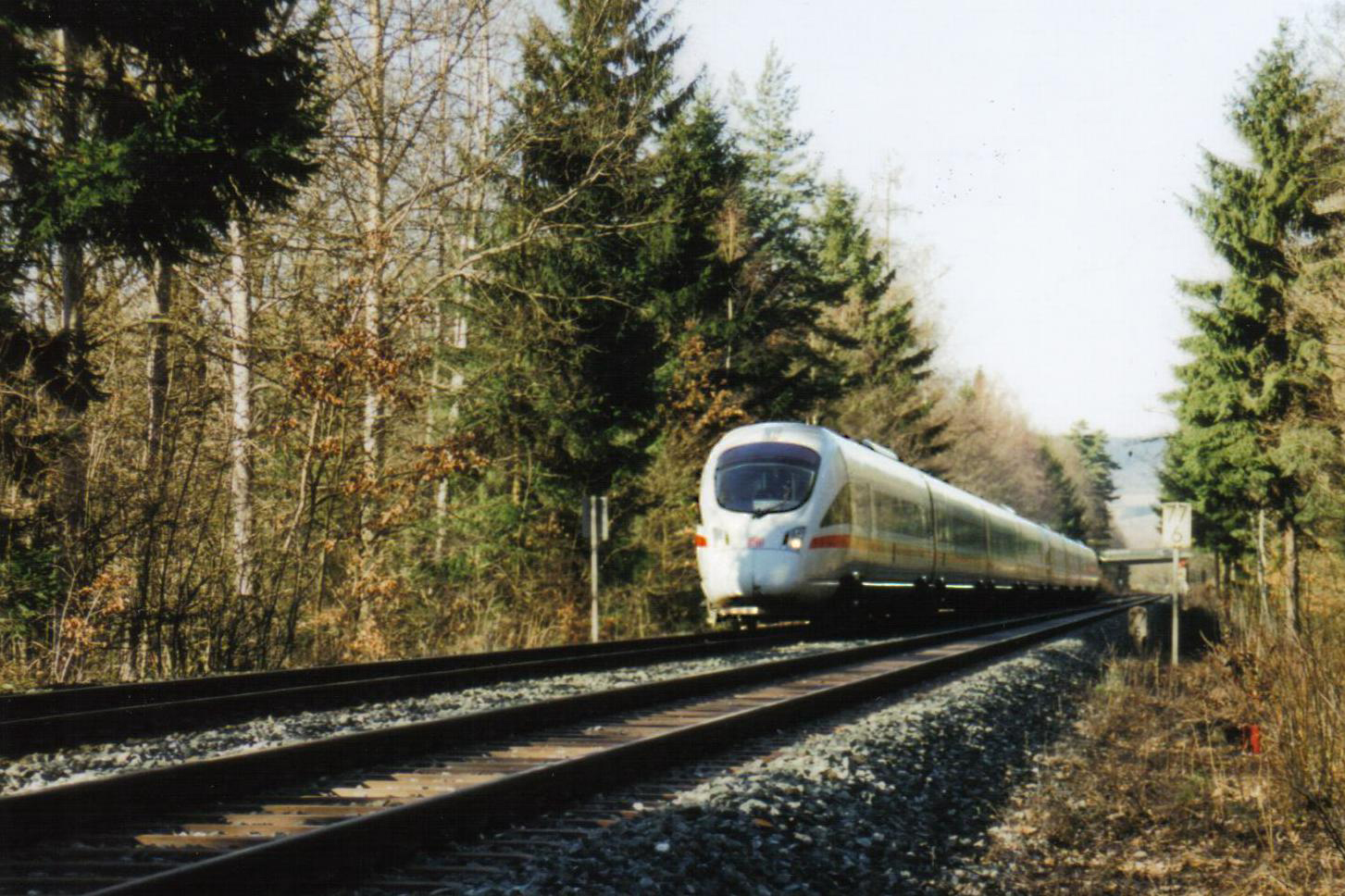
Ein ICE TD auf der „Schiefen Ebene“

Die Sachsen-Franken-Magistrale verläuft von Dresden in südwestliche Richtung durch das Erzgebirgsvorland und bis Zwickau parallel zum Erzgebirgskamm. Über Plauen und Hof durchquert sie das Vogtland, anschließend das Fichtelgebirge, die Fränkische Alb und die Fränkische Schweiz. Zwischen Marktschorgast und Neuenmarkt-Wirsberg führt sie über die „Schiefe Ebene“, einer Steilstrecke mit einer Neigung von bis zu 25 ‰.
Die Sachsen-Franken-Magistrale führt über folgende Bahnstrecken:
- Dresden–Werdau
- Leipzig–Hof
- Bamberg–Hof
- Neuenmarkt-Wirsberg Süd–Neuenmarkt-Wirsberg Ost (Schlömener Kurve)
- Bayreuth–Neuenmarkt-Wirsberg
- Schnabelwaid–Bayreuth
- Nürnberg–Cheb

## Geschichte

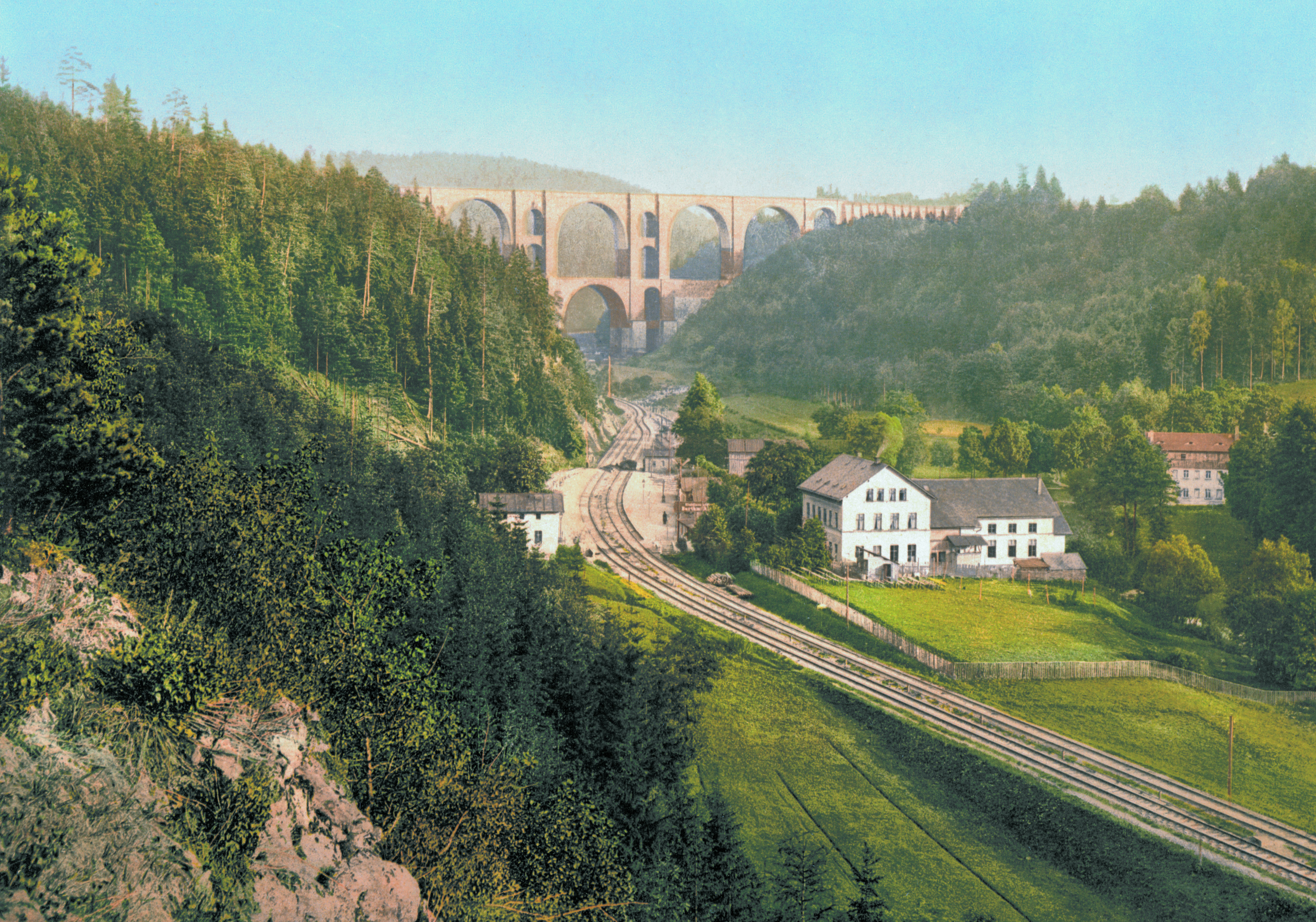
Elstertalbrücke um 1900

Der Freiberger Bahnhof Ende 19. / Anfang 20. Jahrhundert

Die heutige Sachsen-Franken-Magistrale ist aus mehreren Teilabschnitten entstanden. Der erste Abschnitt war die am 6. September 1845 eröffnete Teilstrecke der Sächsisch-Bayerischen Eisenbahn vom Werdauer Gleisdreieck nach Zwickau. Am 31. Mai 1846 folgte die Strecke vom Werdauer Gleisdreieck nach Reichenbach. Während zwischen Plauen und der bayerischen Grenze am 20. November 1848 die Eröffnung gefeiert werden konnte, zog sich die Fertigstellung des Zwischenabschnitts von Reichenbach nach Plauen durch den Bau der Göltzschtalbrücke bis zum 15. Juli 1851 hin. Auf bayerischer Seite hatte die Ludwig-Süd-Nord-Bahn bereits am 1. November 1848 die Strecke Neuenmarkt–Hof eröffnet, die Fortsetzung zur sächsischen Grenze erfolgte zum Zeitpunkt der Fertigstellung der Sächsisch-Bayerischen Eisenbahn aus Richtung Plauen, also am 20. November des Revolutionsjahres 1848. Die Strecke von Neuenmarkt nach Bayreuth wurde am 28. November 1853 von der Königlich Bayerischen Staatsbahn eröffnet. Sie war die erste bayerische Bahnstrecke, die durch einen Vertrag mit dem Staat (Pachtbahn) eröffnet wurde. Die Strecke von Bayreuth über Schnabelwaid und Hersbruck nach Nürnberg wurde erst am 15. Juli 1877 durchgängig eröffnet.
Auf sächsischer Seite wurde von der Albertsbahn AG bis 1855 die Bahnstrecke von Dresden nach Tharandt gebaut. Von Tharandt aus konnte am 11. August 1862 nach größeren technischen (Steigungen, Tunnelbau und Talbrücken) und finanziellen Schwierigkeiten die Einweihung des Streckenabschnittes nach Freiberg erreicht werden. 1866 wurde der Teilabschnitt Chemnitz–Flöha im Zuge des Streckenaufbaus nach Annaberg in Betrieb genommen. 1869 wurde schließlich der letzte sächsische Abschnitt Flöha–Freiberg fertiggestellt. Auch wenn die Bahn durch das Tal der Pegnitz noch nicht fertiggestellt war, gab es durch einen Umweg über Kulmbach und Lichtenfels nun eine direkte Ost-West-Verbindung von Schlesien in die süd- und südwestdeutschen Landesteile.
In den folgenden Jahrzehnten war die Strecke ein wichtiges Bindeglied im Bahnverkehr zwischen Ost und West. Auch in den Jahren der Teilung Europas behielt die Strecke zum Teil ihre Bedeutung.

### Ausbau ab 1990
Nach der politischen Wende im Osten Deutschlands galt es, die Strecke schnellstmöglich für die zukünftigen Aufgaben im Verkehr zwischen Süddeutschland und Sachsen auszubauen. Kurz nach 1990 gab es erhebliche politische Bestrebungen, die nun Sachsen-Franken-Magistrale getaufte Strecke für höhere Geschwindigkeiten herzurichten und dadurch auf dieser Strecke konkurrenzfähige Bahnverbindungen zu ermöglichen. Die 1. Ausbaustufe der Strecke wurde in den Bundesverkehrswegeplan 1992 aufgenommen.
Rund 50 der 394 Kilometer zwischen Dresden bzw. Leipzig und Hof waren Anfang der 1990er Jahre nur noch mit 70 km/h befahrbar. Auf dem Hetzdorfer Viadukt lag eine 20-km/h-Langsamfahrstelle. 1996 galten 194 der 395 Eisenbahnbrücken als sanierungsbedürftig. 1997 lag die planmäßige Fahrzeit zwischen Hof und Dresden bei rund vier Stunden.
Mit dem am 30. Juni 1993 verabschiedeten Bundesschienenwegeausbaugesetz wurde die Ausbaustrecke Karlsruhe–Stuttgart–Nürnberg–Leipzig/Dresden beschlossen. Am 18. Dezember 1996 wurde bei Freiberg der symbolische erste Spatenstich für den Ausbau für die Strecken zwischen Hof, Leipzig und Dresden gefeiert. Die Planung sah Mitte der 1990er Jahre vor, die Strecke bis 1998 für eine Geschwindigkeit von 160 km/h auszubauen und damit die Reisezeit in diesem Abschnitt auf zweieinhalb Stunden zu senken. Nach dem Planungsstand von Ende 1996 sollten von den 289 km auf den Strecken zwischen Leipzig bzw. Dresden und Hof rund 200 km so ausgebaut werden, dass Neigetechnik-Züge darauf 130 bis 160 km/h fahren können. 63 Prozent der Streckenlänge in diesem Abschnitt liegen in Bögen. Die Reisezeit für Neigetechnik-Züge zwischen Dresden und Hof sollte von dreieinhalb Stunden (1996) bis 1999 zunächst um 45 Minuten verkürzt werden und im Endausbau zweieinviertel Stunden betragen. Bis 1999 sollten 700 Millionen D-Mark investiert werden, insgesamt 2,6 Milliarden DM. Ab 1999 sollten dieselbetriebene Neigetechnik-Intercity-Züge verkehren. 2006 sollte die Fahrzeit zwischen Hof und Dresden zwei Stunden betragen.
1997 schlossen Bund und Deutsche Bahn eine Finanzierungsvereinbarung über den sächsischen Abschnitt des Projekts. Bis 2006 sollten rund 2,8 Milliarden DM investiert werden. Die Fahrzeit zwischen Dresden und Hof sollte auf zweieinviertel Stunden, die zwischen Leipzig und Hof auf eindreiviertel Stunden verkürzt werden. Im Rahmen einer ersten Ausbaustufe sollten bis Ende 1999 rund 700 Millionen DM investiert werden, um die Fahrzeit zwischen Dresden und Hof auf zweidreiviertel Stunden zu senken. Dazu sollte eine Streckengeschwindigkeit von 120 km/h für konventionelle Züge und von bis zu 160 km/h (in weiten Streckenabschnitten) für Neigetechnik-Züge hergestellt werden.
Am 1. Februar 1997 beauftragte die Deutsche Bahn die Planungsgesellschaft Bahnbau Deutsche Einheit mit dem Ausbau der Strecke. Noch im gleichen Monat begann der Ausbau des Abschnitts zwischen Niederbobritzsch und Freiberg, im Juni folgten die Abschnitte St. Egidien–Glauchau, Reichenbach–Netzschkau und Herlasgrün–Jocketa. 1997 lief der Ausbau damit auf einer Gesamtlänge von 24 km. Als erstes fertiggestelltes Teilstück wurde am 12. Dezember 1997 der Abschnitt zwischen Niederbobritzsch und Freiberg der Deutschen Bahn übergeben. Die geplanten Gesamtkosten für den Ausbau der Strecke lagen zu diesem Zeitpunkt bei 2,8 Milliarden D-Mark (rund 1,4 Milliarden Euro).
Ende 1997 war geplant, das 285 Streckenkilometer umfassende Ausbauprojekt zwischen Hof und Leipzig bzw. Dresden bis 2006 abzuschließen. Bis dahin sollten 2,8 Milliarden D-Mark investiert werden.
1998 wurden rund 280 Millionen DM investiert; 55 Kilometer waren Ende 1998 fertiggestellt. Bis Anfang 2002 war der Ausbau auf 158 der 217 Streckenkilometer zwischen Hof und Dresden abgeschlossen; 516 Millionen Euro waren investiert worden. Die Fahrzeit war von rund vier auf etwa drei Stunden gesunken. Für den Endzustand wurde eine Fahrzeit von zwei Stunden und 15 Minuten angestrebt. Die Planung oblag im Jahr 2002 dabei dem Projektzentrum Dresden der DB Projekt Verkehrsbau. Am 29. Mai 2002 wurde der 11 km lange Ausbauabschnitt zwischen Chemnitz-Siegmar und Hohenstein-Ernstthal nach 21-monatiger Bauzeit offiziell in Betrieb genommen; die Kosten beliefen sich auf rund 50 Millionen Euro.
Ende 2002 war die Fertigstellung des Gesamtprojekts für das Jahr 2010 geplant. Die Fahrzeit zwischen Hof und Dresden sollte dabei auf zwei Stunden und elf Minuten sinken. In diesem Abschnitt sollten insgesamt 1,1 Milliarden Euro investiert werden, für das Gesamtprojekt 1,8 Milliarden.

Als wesentlicher Bestandteil der 2. Ausbaustufe war der Vogtlandtunnel geplant. In diesem Zusammenhang sollte eine Neubaustrecke zwischen Feilitzsch und Weischlitz sowie eine Ausbaustrecke von Plauen nach Weischlitz entstehen. Damit sollten Reisezeitverkürzungen von mehr als zehn Minuten erreicht werden. 2004 war die Realisierung dieser 2. Ausbaustufe langfristig geplant. 2003 setzte sich die Sächsische Landesregierung dafür ein, den Tunnel in den weiteren Bedarf des Bundesverkehrswegeplans 2003 aufzunehmen. Die Baukosten des Tunnels wurden 2004 auf etwa 800 Millionen DM geschätzt. Das Vorhaben wurde nicht realisiert.
Sachsen legte im Jahr 2000 eine Studie vor, wonach eine für Geschwindigkeiten von 160 bis 200 km/h ausgebaute Sachsen-Franken-Magistrale, einschließlich des Vogtlandtunnels, zwischen Berlin und München im Personenverkehr eine gegenüber dem Verkehrsprojekt Deutsche Einheit Nr. 8 um 22 Minuten verlängerte Reisezeit von 4 Stunden und 9 Minuten ermögliche, gleichzeitig aber fast 5 Milliarden D-Mark spare. Im März 2001 lehnten der Bund und die Deutsche Bahn die Vogtland-Variante der Linienführung Berlin–München ab. Für den Ausbau der Sachsen-Franken-Magistrale als einer von fünf Bestandsachsen von Berlin nach Süddeutschland setzte sich auch die Initiative Das bessere Bahnkonzept ein.

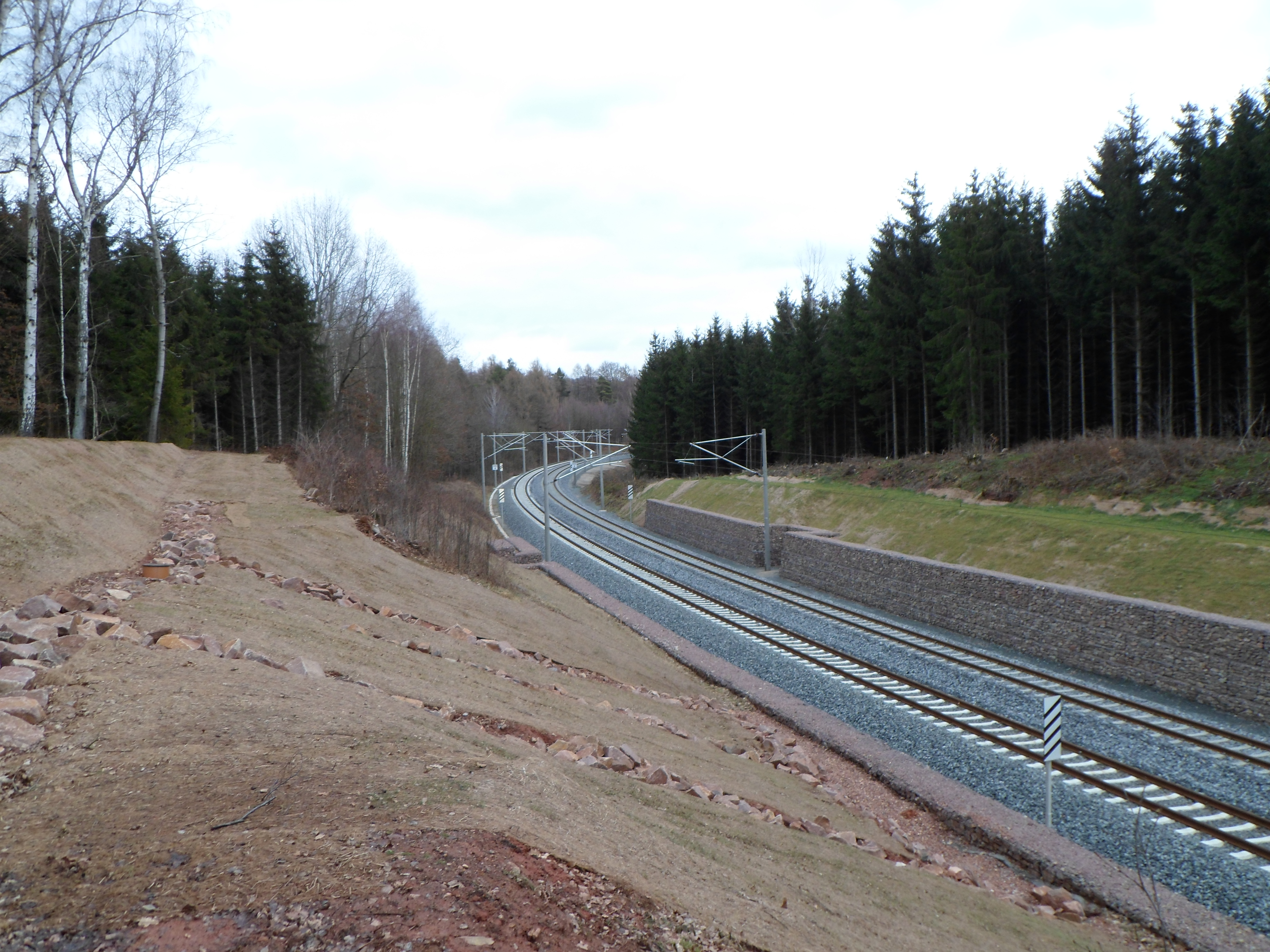
Neu ausgebauter Abschnitt der Sachsen-Franken-Magistrale bei Hohenstein-Ernstthal

Mitte Mai 2010 begann der Ausbau des sieben Kilometer langen Abschnitts zwischen Hohenstein-Ernstthal und St. Egidien. Der Ausbau für eine Entwurfsgeschwindigkeit von 160 km/h sollte 35 Millionen Euro kosten. Die Mittel wurden aus dem Konjunkturpaket I und von der Deutschen Bahn bereitgestellt. Neben den Bahnhöfen Chemnitz Hauptbahnhof, Chemnitz-Siegmar und Zwickau war dies der letzte noch auszubauende Abschnitt zwischen Dresden und Hof. Die Arbeiten wurden Mitte Dezember 2011 abgeschlossen und hatten letztlich 38 Mio. € gekostet.
Im Bundesverkehrswegeplan 2030 enthalten ist die Elektrifizierung der Franken-Sachsen-Magistrale von Nürnberg über Marktredwitz nach Hof sowie von Marktredwitz über Schirnding zur tschechischen Grenze.
Zurzeit laufen eine Reihe von Ausbaumaßnahmen, die bis 2028 abgeschlossen sein sollen.

### Hochwasser 2002

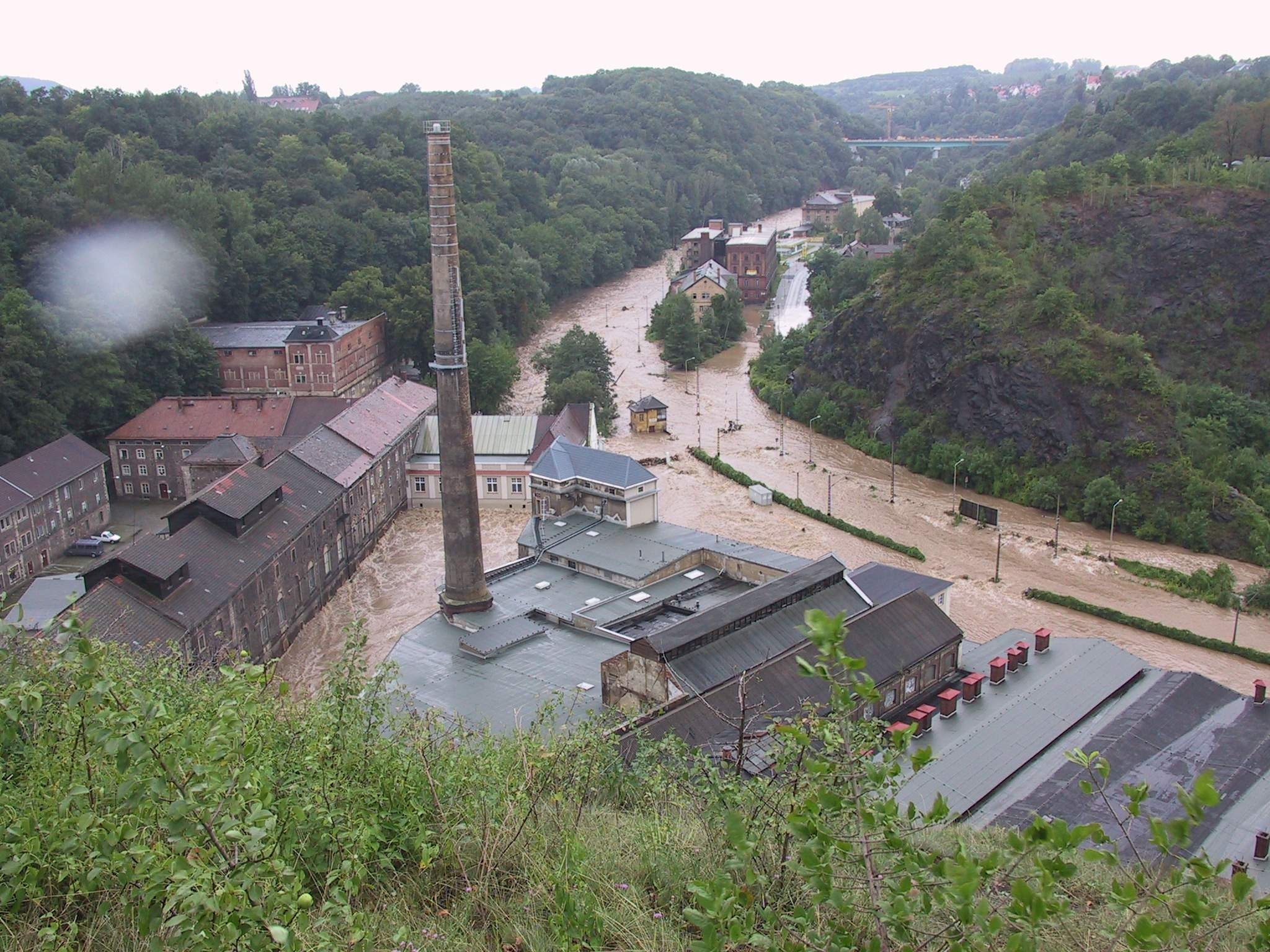
Im engen Plauenschen Grund zwischen Freital und Dresden wurde der Bahndamm an mehreren Stellen unterspült (Die Bahnstrecke auf Höhe der ehemaligen Dresdner Felsenkeller Brauerei)

Im Zuge des Augusthochwassers 2002 der Weißeritz wurde der rund 22 km lange Abschnitt zwischen Klingenberg-Colmnitz und Dresden in weiten Teilen zerstört. Der Streckenabschnitt bei Tharandt wurde in der Nacht zum 13. August 2002 vorsorglich gesperrt. Der durch das anschließende Hochwasser angerichtete Schaden wurde auf rund 40 Millionen Euro beziffert, davon allein 13 Millionen Euro im Bahnhof Tharandt. Die ursprünglich für vier Jahre angesetzten Ausbauarbeiten zwischen Freital und Tharandt mussten aufgrund des Hochwassers beschleunigt werden. Am 18. November 2002 begannen die Arbeiten im Abschnitt zwischen Dresden und Tharandt. Die Beseitigung von Schäden sollte dabei mit dem Streckenausbau einhergehen. Am 2. September 2003 wurde der reguläre Zugverkehr zwischen Klingenberg-Colmnitz und Tharandt wieder aufgenommen und der Schienenersatzverkehr damit auf den Abschnitt zwischen Dresden Hauptbahnhof und Tharandt verkürzt. Neben der Beseitigung der Schäden im Umfang von rund 40 Millionen Euro wurden rund 150 Millionen Euro in den vorgezogenen Ausbau des Abschnitts für 160 km/h investiert.
Die ICE-Züge fuhren in dieser Zeit nur noch zwischen Nürnberg und Chemnitz; zur Weiterfahrt nach Dresden musste man in den Bus umsteigen. Der Wiederaufbau der Strecke wurde im Dezember 2003 abgeschlossen.

### Weitere Elektrifizierung
Die Elektrifizierung des Abschnittes zwischen Reichenbach und Nürnberg über Hof und Marktredwitz wurde im Bundesverkehrswegeplan 2003 als vordringlicher Bedarf eingestuft. Die DB bezifferte 2007 die Gesamtkosten für den Ausbau zwischen diesen beiden Städten, einschließlich Elektrifizierung, auf 460 Millionen Euro.
Im März 2007 wurde bekannt, dass der Bund die Investitionsmittel für die Elektrifizierung zwischen Reichenbach und Hof um 50 auf insgesamt 126 Millionen Euro aufstocken wolle. Die Bauarbeiten in diesem Abschnitt begannen 2010. Diese Maßnahme ist Voraussetzung dafür, dass Züge der Relation Leipzig–Plauen künftig durch den City-Tunnel Leipzig fahren können, der nicht für Dieselfahrzeuge zugelassen ist. Die Deutsche Bahn unterzeichnete im April 2007 die Vorentwurfsplanung zum Ausbau zwischen Leipzig und Hof. Um das Projekt voranzubringen, hat Sachsens Verkehrsminister Thomas Jurk zugesichert, die Vorplanungskosten für einen Ausbau (Elektrifizierung) der Strecke zu übernehmen.
Im Rahmen des Arbeitsmarktprogramms Arbeit und Verkehr sollte, nach dem Planungsstand von 2009, unter Zuhilfenahme von Mitteln aus dem EFRE-Bundesprogramm 2007 bis 2013, die Elektrifizierung zwischen Reichenbach und Hof finanziert werden. Die Fertigstellung der 110 Millionen Euro umfassenden Maßnahme wurde im Juni 2010 für 2014 erwartet. Ende 2012 wurde der Abschnitt Reichenbach–Plauen elektrisch in Betrieb genommen, Ende 2013 folgte der Abschnitt bis Hof. Abschließend finden noch Restarbeiten statt. Die Länder Bayern und Sachsen hatten die Finanzierung der Vorentwurfsplanung für die Elektrifizierung übernommen, um eine Inbetriebnahme des 74 km langen Abschnitts bis Ende 2012 zu ermöglichen. Bis Ende 2013 mussten EU-Mittel in diesem Abschnitt verausgabt und abgerechnet sein, ansonsten wären diese verfallen.
Die symbolische Inbetriebnahme des elektrifizierten Abschnitts erfolgte am 5. Dezember 2013, die kommerzielle folgte zum Fahrplanwechsel am 15. Dezember 2013. Die Kosten der 74 km langen Elektrifizierungsmaßnahmen wurden Ende 2013 mit insgesamt 160 Millionen Euro beziffert (einschließlich Planungskosten). Insgesamt wurden rund 175 km Gleis mit Oberleitung überspannt und rund 3000 Oberleitungsmasten gesetzt. 31 Brücken wurden um- oder neugebaut.
Unklar ist, wann der verbleibende Streckenabschnitt zwischen Hof und Nürnberg (165 km) elektrifiziert werden soll. Insbesondere der Abschnitt im oberen Pegnitztal gilt angesichts seiner zahlreichen Kunstbauten als anspruchsvoll und teuer. Im Bundesverkehrswegeplan 2030 ist die Elektrifizierung der umgekehrt als Franken-Sachsen-Magistrale bezeichneten Strecke von Nürnberg über Marktredwitz bis Hof und weiter bis zur tschechischen Grenze als vordringlicher Bedarf mit einem Nutzen-Kosten-Verhältnis von 1,3 eingestuft. Die Gesamtkosten werden mit 1,195 Milliarden Euro beziffert, wobei 353 Millionen Euro als Erhaltungskosten und 842 Millionen Euro für den Ausbau veranschlagt werden.
Im Jahr 2022 wurde bekannt, dass das Bundesverkehrsministerium die Planung zur Elektrifizierung der Strecke wegen mangelnder Wirtschaftlichkeit nicht mehr fortführen will. Stand 2022 liegt das Nutzen-Kosten-Verhältnis nur noch bei 0,6, womit der Mindestwert von 1,0 unterschritten wird. Im selben Jahr bildete sich ein breites überparteiliches Bündnis von Kommunalpolitikern und Wirtschaftsverbänden aus Nordostbayern, Westsachsen und der tschechischen Region Karlsbad, das für die vollständige Elektrifizierung der Franken-Sachsen-Magistrale zwischen Nürnberg, Marktredwitz und Hof eintrat. Vertreter der Regionen unterzeichneten dazu in München eine Resolution, in der auch die Einbeziehung der Stadt Bayreuth und des Abzweigs von Marktredwitz zur tschechischen Grenze bei Schirnding gefordert wird.
Ende September 2023 beschloss der Haushaltsausschuss der Deutschen Bundestages, eine Neuberechnung der Wirtschaftlichkeit bis März 2024 zu veranlassen. Dabei soll nach einer neuen Methodik vorgegangen werden, die das Einsparpotential CO2-Emissionen stärker berücksichtigt.
In der Zukunft soll seitens der Deutschen Bahn eine Intercity-Verbindung von München über Dresden und Berlin nach Rostock eingerichtet werden, Voraussetzung hierfür ist aber die Elektrifizierung der Bahnstrecken Regensburg–Weiden sowie Weiden–Oberkotzau.

## Personenverkehr

### Interregio
Auf der Kursbuchstrecke 83 verkehrten in den 1990er Jahren Interregio-Züge der Hauptrelation Görlitz–Dresden–Karlsruhe/Nürnberg–München–Oberstdorf, ergänzt um Interregios von Leipzig. Einzige durchgehende Verbindung Görlitz – Karlsruhe war anfangs lediglich das Zugpaar IR 2668/2669, während die Relation Dresden–Oberstdorf mit täglich zwei Zugpaaren bedient wurde.
Auszug aus dem Fahrplan 1994/1995:
| Von     | Nach       | Entfernung | Tägliche Verbindungen | Direktverbindungen | Fahrzeit des schnellsten Zuges |
| ------- | ---------- | ---------- | --------------------- | ------------------ | ------------------------------ |
| Dresden | Karlsruhe  | 682 km     | 6                     | 2                  | 8 Stunden 56 Minuten           |
| Dresden | Oberstdorf | 716 km     | 3                     | 2                  | 9 Stunden 55 Minuten           |

Die Verbindungen von und nach Leipzig wurden bis Ende der 1990er Jahre schrittweise ausgedünnt, da der Fernverkehr bevorzugt über die Saalbahn verlaufen sollte.

### Intermezzo der ICE TD
Am 28. Mai 2000 wurden die durchgängigen Interregio-Verbindungen von Dresden nach Karlsruhe und Oberstdorf eingestellt. Bis zum 4. November desselben Jahres verkehrten noch Schnellzüge von Dresden nach Nürnberg.
Am 23. April 2001 begann der planmäßige Einsatz des ICE TD, zunächst in den Fahrplänen zweier Interregio-Zugpaare. Zum 10. Juni 2001 wurden die Interregio-Züge durch ICE-Züge ersetzt. Sechs der acht Zugpaare verkehrten dabei über Bayreuth, zwei Zugpaare in Tagesrandlage nahmen den etwa 15-minütigen Umweg über Marktredwitz. Ab Mai 2001, als 73 Prozent des 222 km langen Abschnitts zwischen Hof und Dresden für Neigetechnikbetrieb ausgebaut waren, erreichten die neu eingesetzten ICE-TD-Züge eine planmäßige Reisezeit zwischen den beiden Städten von 177 Minuten. Die Fahrzeit ohne Neigetechnik hätte bei 190 Minuten gelegen. Mit dem Einsatz des ICE-TD sank die planmäßige Fahrzeit zwischen Nürnberg und Dresden um bis zu 80 Minuten. Nach Abschluss aller Ausbaumaßnahmen sollte die Reisezeit zwischen Dresden und Hof auf 130 Minuten sinken. Im Endzustand (2005) war eine Reisezeit zwischen Nürnberg und Dresden von weniger als vier Stunden vorgesehen. Die Züge verkehrten nur ab 10. Juni 2001 bis in den August 2002 im Zweistundentakt zwischen Dresden und Nürnberg und bis in den Juli 2003 zwischen Chemnitz und Nürnberg.

### Der Niedergang des Fernverkehrs
Nachdem am 2. Dezember 2002 bei Gutenfürst eine Achse am Wagen 605 203 gebrochen war, durften die ICE-TD-Triebzüge nur noch mit abgeschalteter Neigetechnik fahren. Eine fahrplankonforme Fahrzeit war damit nicht mehr möglich. Eine Untersuchung des Eisenbahn-Bundesamtes im Juli 2003 führte schließlich zur kurzfristigen Stilllegung der Züge. Vorläufig verkehrten wieder diesellokbespannte Züge sowie Triebzüge der Baureihe 612 von Bombardier auf der Sachsen-Franken-Magistrale.
Im Oktober 2003 waren die ICE-TD-Triebzüge nach Herstellerangaben wieder für den „bogenschnellen“ Betrieb – das heißt mit Anwendung der Neigetechnik – einsatzbereit. Dennoch entschied sich die Deutsche Bahn AG aufgrund der damaligen Image- und Akzeptanzprobleme mit rückläufigen Fahrgastzahlen, diese Fahrzeuge nicht erneut einzusetzen. Stattdessen wurde mit Nahverkehrstriebzügen der Baureihe 612, die ebenfalls mit Neigetechnik ausgerüstet sind, eine Intercity-Linie eingerichtet.
Bedingt durch den weiteren Ausbaufortschritt entlang der Magistrale konnte die planmäßige Fahrzeit der Züge gegenüber den zuvor eingesetzten ICE-Zügen um rund zehn Minuten auf rund vier Stunden und 25 Minuten verkürzt werden. Pünktlichkeit und Komfort konnten nach Medienberichten jedoch nicht an den ICE-Betrieb von 2002 anknüpfen. Die Züge, die für die Strecken zwischen Dresden und Nürnberg vorgesehen waren, wurden dafür in die Fernverkehrsfarben weiß-rot umlackiert. Dieses Vorgehen rief bei den Bundesländern Proteste hervor, da sie diese ursprünglich für den Nahverkehr vorgesehenen Fahrzeuge mitfinanziert hatten.
Anfang 2004 war der Betrieb laut einem Medienbericht von zahlreichen technischen Störungen geprägt. Obwohl die Pünktlichkeit der Züge sich ab Mitte März 2004 verbesserte, waren die Fahrgastzahlen deutlich zurückgegangen.
Am 10. August 2004 wurde bei einer Routineuntersuchung in der Bahnwerkstatt Hof an einem Fahrzeug der Baureihe 612 ein Haarriss in der Radsatzwelle entdeckt. Daraufhin zog die DB mit sofortiger Wirkung 167 Einheiten aus dem Verkehr, darunter auch die 17 auf der Sachsen-Franken-Magistrale eingesetzten Fahrzeuge dieser Baureihe.
Daraufhin wurden die Züge mit Lokomotiven der Baureihen 101, 120, 143 und 145 bzw. Doppeltraktionen von Loks der Baureihen 218 und 232 gebildet. Im Bahnhof Reichenbach (Vogtland) fand ein Wechsel zwischen Elektro- und Diesellokomotiven statt. Für das ohnehin geringe Fahrgastaufkommen wurden einige Reisezugwagen aus Basel, Frankfurt am Main und München besorgt. Da die lokbespannten Züge ohne Neigetechnik fuhren, benötigten sie deutlich mehr Fahrzeit. Diese verlängerten Fahrzeiten wurden mit dem Fahrplanwechsel im Dezember 2004 berücksichtigt.
Zum Fahrplanwechsel am 12. Dezember 2004 wurde der Zweistundentakt der IC-Züge auf drei bis vier tägliche Zugpaare reduziert. Neben diesen Zügen über Marktredwitz verkehrte täglich außer samstags ein viertes Zugpaar zwischen Nürnberg und Chemnitz über Bayreuth. Die planmäßige Fahrzeit des Fernverkehrszuges zwischen Nürnberg und Dresden (über Marktredwitz) lag bei fünf Stunden und 16 Minuten. Im Regionalverkehr lag die Reisezeit, einschließlich zwei erforderlicher Umstiege, zehn Minuten niedriger; der Reisepreis lag rund 20 Prozent unter dem des Fernverkehrs. Anfang 2006 waren die rund 300 Sitzplätze bietenden Züge im Durchschnitt mit 68 Reisenden belegt.

### Franken-Sachsen-Express

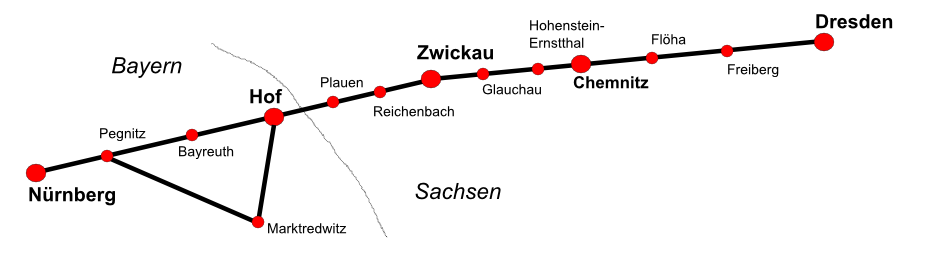
Franken-Sachsen-Express-Route

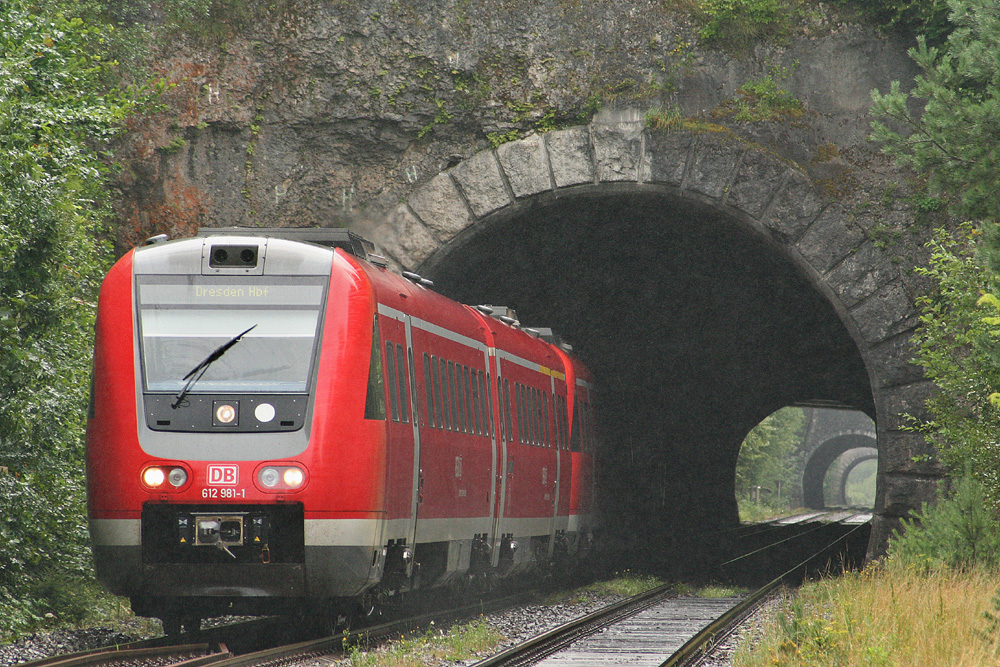
Franken-Sachsen-Express nach Dresden bei Velden

#### 2006
Mit dem Fahrplanwechsel im Dezember 2006 stellte die DB die Intercity-Verbindung ein. Ersetzt wurden die täglich vier Zugpaare durch acht tägliche Zugpaare des neuen IRE „Franken-Sachsen-Express“, der zu Nahverkehrstarifen benutzbar ist. Durch die bogenschnell verkehrenden Züge wurde die Fahrzeit zwischen Nürnberg und Dresden um 40 Minuten, auf vier Stunden und 20 Minuten, verkürzt. Der Fahrbetrieb des IRE durch die DB Regio wurde durch die DB Fernverkehr bestellt. Zum Einsatz kamen noch immer die seit 2003 eingesetzten Neigetechnik-Triebzüge der Baureihe 612.

#### 2007–2008
Mit einer Kombination aus von DB Fernverkehr bestellten IRE und einer Durchbindung der RE-Züge von Nürnberg nach Dresden zum Fahrplanwechsel im Dezember 2007 konnte ein Stundentakt eingeführt werden, bei dem die Züge abwechselnd über Marktredwitz (RE) oder Bayreuth (IRE) verkehrten.
Im ersten Betriebsjahr nutzten 1,4 Millionen Reisende das neue Zugangebot. Die Pünktlichkeit lag laut Bahnangaben bei 93 Prozent. Nach Angaben der Deutschen Bahn nahm die Zahl der Reisenden im Franken-Sachsen-Express im ersten Halbjahr 2008 im Vergleich zum Vorjahr an Werktagen (montags bis freitags) um rund 20 Prozent zu, am Wochenende um 17 Prozent.

#### 2010–2011
Im Fahrplan 2010/11 legten die schnellsten Züge in West-Ost-Richtung den Weg in 4:13 Stunden zurück, in Ost-West-Richtung in 4:18 Stunden.

#### 2014
Die Deutsche Bahn kündigte im April 2012 an, den eigenwirtschaftlichen betriebenen IRE im Dezember 2013 einzustellen. Als Grund gab das Unternehmen jährliche Verluste im zweistelligen Millionen-Euro-Bereich an. Bahnchef Rüdiger Grube bezifferte die Verluste auf 10,5 Millionen Euro pro Jahr. Im Juni 2012 sagte DB Regio zu, das Angebot zunächst bis Ende 2014 eigenwirtschaftlich aufrechtzuerhalten.
Ab dem Fahrplanwechsel am 15. Dezember 2013 fuhren alle Züge als Regional-Express. Bei Fahrten über Bayreuth musste seitdem in Hof umgestiegen werden, wobei zwischen Dresden und Hof E-Loks mit Doppelstockwagen eingesetzt wurden. Über Marktredwitz verkehrten weiterhin durchgehende Züge von Dresden nach Nürnberg.
Um den Fahrzeitverlust durch den Verzicht auf die Neigetechnik zu kompensieren, entfielen unter anderem die Halte in Oederan und Niederwiesa.
Laut Angaben der Deutschen Bahn seien die Fahrgastzahlen durch die Umstellung gestiegen.

### Regionalexpress seit 2014
Im Januar 2013 wurde bekannt, dass DB Regio die Verbindung Nürnberg–Dresden ab Dezember 2014 nur mit finanzieller Beteiligung von Sachsen und Bayern betreiben werde. Der finanzielle Betrag von Sachsen und Bayern sei bis Dezember 2016 zugesagt. Zum Fahrplanwechsel am 14. Dezember 2014 wurde der zuletzt noch alle zwei Stunden eigenwirtschaftlich verkehrende Franken-Sachsen-Express durch ein von den Freistaaten Bayern und Sachsen bestelltes und finanziertes Nahverkehrsangebot ersetzt.
Alle Regional-Express-Leistungen werden seitdem in Hof gebrochen, wo am selben Bahnsteig umgestiegen werden kann, die Fahrpläne wurden entsprechend aufeinander abgestimmt. Durch den Verzicht auf Fahrzeuge mit Neigetechnik verlängerten sich die Reisezeiten zwischen Dresden und Hof, wo jede Stunde drei Doppelstockwagen, gezogen von Elektrolokomotiven der Baureihe 143, zum Einsatz kamen. Die planmäßige Reisezeit Nürnberg–Dresden lag bei 4:25 Stunden.
Seit dem 12. Juni 2016 betreibt die Bayerische Oberlandbahn unter der Marke Mitteldeutsche Regiobahn den Regionalexpress-Verkehr zwischen Dresden, Chemnitz, Zwickau und Hof mit elektrischen Triebwagen der Baureihe 1440. An den Fahrzeiten hat sich gegenüber den vorherigen lokomotivbespannten Doppelstockzügen der DB Regio Südost nichts verändert. Zwischen Nürnberg und Hof verkehrt weiterhin DB Regio Bayern mit Neigetechnik-Triebwagen der Baureihe 612. Die Marketing-Bezeichnung Franken-Sachsen-Express wird nicht mehr verwendet.

### Entwicklung der Fahrzeiten
Im Folgenden ist eine Tabelle angegeben, die die Entwicklung der kürzesten Fahrzeiten auf der Sachsen-Franken-Magistrale zwischen 1990 und 2022 wiedergibt. Die zeitliche Gliederung orientiert sich an wichtigen Meilensteinen in der Entwicklung der Eisenbahnstrecke. Darüber hinaus sind die unterschiedlichen Zuggattungen angegeben.
|                     | 1990 (Schnellzug) | 1995 (Interregio) | 2000 (IR)  | 2001 (ICE) | 2006 (IC)  | 2008 (IRE) | 2022 (RE mit Umstieg Hof Hbf) |
| ------------------- | ----------------- | ----------------- | ---------- | ---------- | ---------- | ---------- | ----------------------------- |
| Dresden – Nürnberg  | 6 h 55 min        | 5 h 14 min        | 5 h 24 min | 4 h 39 min | 4 h 59 min | 4 h 22 min | 4 h 30 min                    |
| Dresden – Hof       | 4 h 41 min        | 3 h 25 min        | 3 h 30 min | 2 h 57 min | 3 h 8 min  | 2 h 37 min | 2 h 42 min                    |
| Chemnitz – Nürnberg | 5 h 29 min        | 4 h 3 min         | 3 h 52 min | 3 h 26 min | 3 h 55 min | 3 h 20 min | 3 h 28 min                    |
| Chemnitz – Hof      | 3 h 15 min        | 2 h 14 min        | 1 h 58 min | 1 h 44 min | 2 h 4 min  | 1 h 35 min | 1 h 40 min                    |